# 浅田靖丸
浅田 靖丸（あさだ やすまる、1972年 - ）は、日本の伝奇小説作家。兵庫県西脇市出身。2003年6月、長編伝奇小説『幻神伝』でデビューした。
デビュー作は、光文社の新人発掘企画「KAPPA-ONE登龍門」2nd Seasonの選考を通過したもので、刊行時の帯には菊地秀行による推薦の辞が書かれていた。同じくKAPPA-ONE第2期でデビューした作家に相原大輔と佐神良がいる。

## 作品リスト
幻神伝シリーズ
- 幻神伝 （2003年6月、光文社 カッパ・ノベルス）ISBN 978-4334075248
- 原罪の大聖堂（げんざいのカテドラル） （2004年8月、光文社 カッパ・ノベルス）ISBN 978-4334075774
- 蛇神伝（じゃしんでん） （2007年7月、光文社 カッパ・ノベルス）ISBN 978-4334076573
- 咎忍(とがにん) （2012年8月、光文社）ISBN 978-4334928421
- 乱十郎、疾走る （2018年2月、光文社時代小説文庫）ISBN 978-4334776084